# Hans Hildebrand (Prähistoriker)

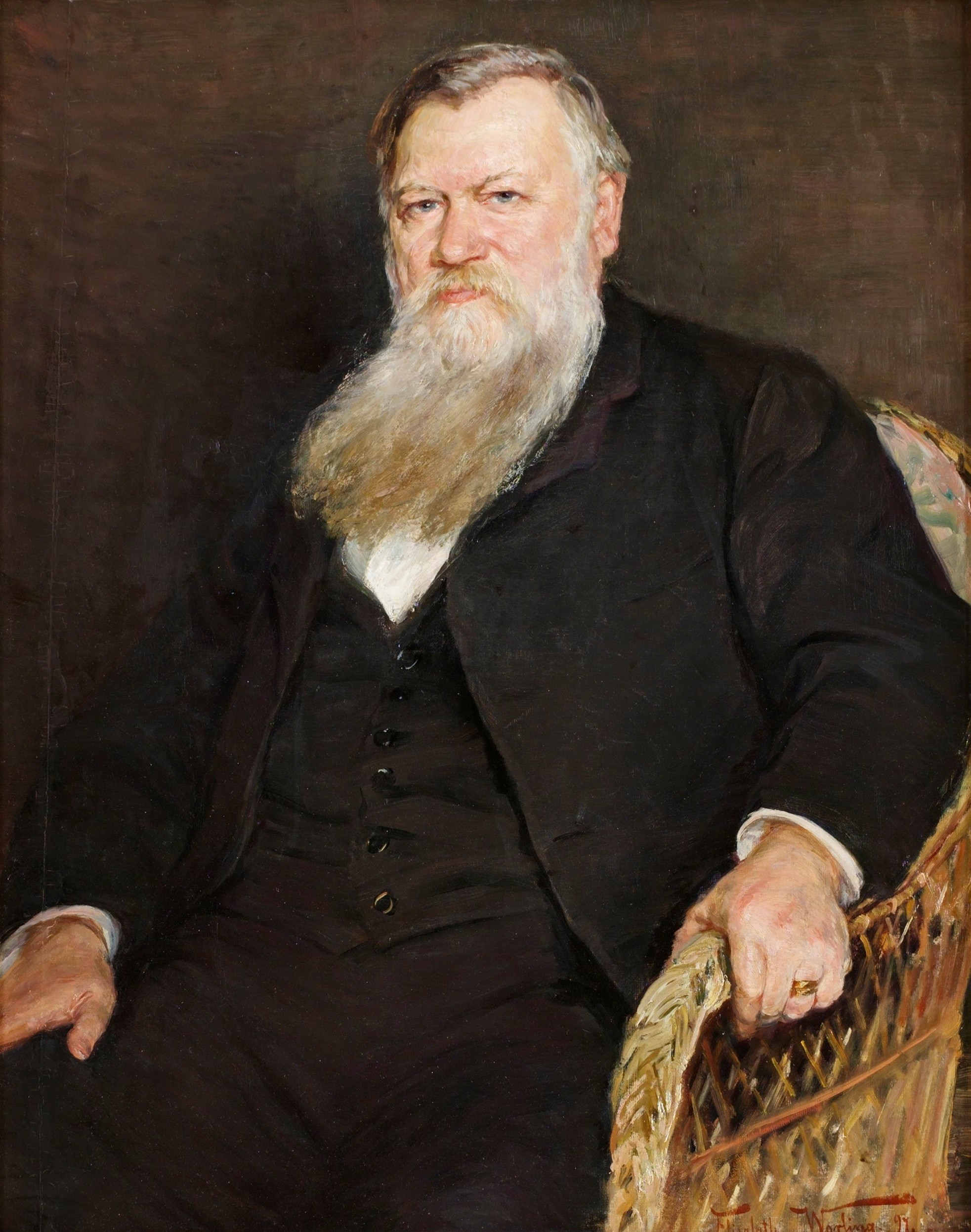
Elisabeth Warling: Hans Hildebrand (1897)

Hans Olof Hildebrand Hildebrand (* 5. April 1842 in Stockholm; † 2. Februar 1913 ebenda) war ein schwedischer Prähistoriker.

## Leben
Hans Hildebrand, Sohn von Bror Emil Hildebrand, studierte von 1860 bis 1865 an der Universität Uppsala und wurde dann am archäologischen Museum angestellt. Nach dem Rücktritt seines Vaters 1879 wurde Hildebrand zum Reichsantiquar ernannt.
Er war 1873 Mitbegründer der Schwedischen Anthropologisch-geographischen Gesellschaft, machte wiederholt Reisen zu wissenschaftlichen Zwecken, war 1874 Generalsekretär des internationalen anthropologisch-archäologischen Kongresses in Stockholm und vertrat Schweden auf den Kongressen in Bologna, Brüssel, Budapest und Lissabon.
Hildebrand wurde 1891 in die Schwedische Akademie gewählt und war Nachfolger von Fredrik August Dahlgren (1816–1895) auf Stuhl 6, der nach Hildebrands Tod von Sven Hedin übernommen wurde. Außerdem war er ab 1874 Mitglied der Kungliga Vitterhets Historie och Antikvitets Akademien (von 1879 bis 1907 als deren Sekretär) sowie korrespondierendes Mitglied der Berliner Gesellschaft für Anthropologie, Ethnologie und Urgeschichte und der Russischen Akademie der Wissenschaften in Sankt Petersburg.
Hildebrand war mit seit dem 9. Oktober 1867 mit Elin Maria Charlotta (geborene Martin, * 18. Januar 1845; † 23. März 1922) verheiratet.

## Veröffentlichungen (Auswahl)
- Svenska folket under hedna tiden. 2. Auflage 1872; deutsch: Das heidnische Zeitalter in Schweden. Hamburg 1873.
- Lifvet på Island under sagotiden. 2. Auflage 1881 (reader.digitale-sammlungen.de).
- Afrika i våra dagar. 1868.
- Bidrag till spännets historia. 1872–1874.
- Den vetenskapliga fornforskningen. 1873.
- De förhistoriska folken i Europa. 1873–1880.
- Folkens tro om sina döda. 1874.
- Den kyrkliga konsten i Sverige under medeltiden. 1874.
- Troas och Homeros’ Troja. 1878.
- Sveriges medeltid. 1879 ff.
- Från äldre tider. 1882.

Hildebrand war Redakteur der Antiqvarisk Tidskrift för Sverige und des Manadsblad der Akademie der schönen Wissenschaften etc.